# Nederlandse kampioenschappen veldrijden
De Nederlandse kampioenschappen veldrijden worden sinds 1963 jaarlijks door de KNWU georganiseerd in de eerste helft van januari.

## Mannen
Het kampioenschap voor de mannen wordt in Nederland sinds 1963 georganiseerd. De meeste edities werden verreden in een gecombineerd klassement met amateurs en professionals, tegenwoordig onder de noemer elite. Enkele jaren werd er op zaterdag (amateurs) en zondag (professionals) apart gekoerst.
De eerste winnaar was Huub Harings. Recordhouder is Hennie Stamsnijder met negen titels. Richard Groenendaal won acht keer en stond met vijftien keer het vaakst op het podium. Lars Boom won net als Mathieu van der Poel zes keer op rij; zij behaalden daarmee de meeste opeenvolgende titels.

## Vrouwen
Het eerste (nog officieuze) kampioenschap voor de vrouwen werd in 1987 gehouden. Winnares werd Henneke Lieverse. Het eerste officiële kampioenschap, in 1988, werd gewonnen door Anita Hakkert. De eerste zeven kampioenschappen werden samen met de mannelijke nieuwelingen (15-, 16-jarigen) verreden. De vrouwen startten dan een minuut na de nieuwelingen. Vanaf 1994 rijden ze in een aparte wedstrijd. Recordhoudster is Daphny van den Brand met elf titels. Zij stond met zestien keer ook het vaakst op het podium.

## Erelijst

### Mannen elite
| Datum      | Plaats              | Kampioen                                                         | · Tweede                           | · Derde                            |
| ---------- | ------------------- | ---------------------------------------------------------------- | ---------------------------------- | ---------------------------------- |
| 2026       | Huijbergen          |                                                                  |                                    |                                    |
| 12-01-2025 | Oisterwijk          | Tibor Del Grosso                                                 | Pim Ronhaar                        | Joris Nieuwenhuis                  |
| 14-01-2024 | Hoogeveen           | Joris Nieuwenhuis                                                | Pim Ronhaar                        | Lars van der Haar                  |
| 15-01-2023 | Zaltbommel          | Lars van der Haar                                                | Joris Nieuwenhuis                  | Ryan Kamp                          |
| 09-01-2022 | Rucphen             | Lars van der Haar                                                | Corné van Kessel                   | Mees Hendrikx                      |
| 09-01-2021 | Zaltbommel          | Afgelast vanwege de coronapandemie                               | Afgelast vanwege de coronapandemie | Afgelast vanwege de coronapandemie |
| 12-01-2020 | Rucphen             | Mathieu van der Poel                                             | Lars van der Haar                  | Joris Nieuwenhuis                  |
| 13-01-2019 | Huijbergen          | Mathieu van der Poel                                             | Lars van der Haar                  | Corné van Kessel                   |
| 14-01-2018 | Surhuisterveen      | Mathieu van der Poel                                             | Lars van der Haar                  | David van der Poel                 |
| 08-01-2017 | Sint-Michielsgestel | Mathieu van der Poel                                             | Corné van Kessel                   | Joris Nieuwenhuis                  |
| 10-01-2016 | Hellendoorn         | Mathieu van der Poel                                             | Lars van der Haar                  | David van der Poel                 |
| 11-01-2015 | Veldhoven           | Mathieu van der Poel                                             | David van der Poel                 | Lars van der Haar                  |
| 12-01-2014 | Gieten              | Lars van der Haar                                                | Corné van Kessel                   | Thijs van Amerongen                |
| 13-01-2013 | Hilvarenbeek        | Lars van der Haar                                                | Lars Boom                          | Thijs van Amerongen                |
| 08-01-2012 | Huijbergen          | Lars Boom                                                        | Thijs van Amerongen                | Niels Wubben                       |
| 09-01-2011 | Sint-Michielsgestel | Lars Boom                                                        | Gerben de Knegt                    | Eddy van IJzendoorn                |
| 10-01-2010 | Heerlen             | Lars Boom                                                        | Gerben de Knegt                    | Thijs Al                           |
| 11-01-2009 | Huijbergen          | Lars Boom                                                        | Thijs Al                           | Richard Groenendaal                |
| 06-01-2008 | Sint-Michielsgestel | Lars Boom                                                        | Thijs Al                           | Richard Groenendaal                |
| 07-01-2007 | Woerden             | Lars Boom                                                        | Richard Groenendaal                | Gerben de Knegt                    |
| 08-01-2006 | Huijbergen          | Gerben de Knegt                                                  | Richard Groenendaal                | Wilant van Gils                    |
| 09-01-2005 | Zeddam              | Richard Groenendaal                                              | Wilant van Gils                    | Maarten Nijland                    |
| 11-01-2004 | Heerlen             | Richard Groenendaal                                              | Wilant van Gils                    | Maarten Nijland                    |
| 12-01-2003 | Huijbergen          | Richard Groenendaal                                              | Gerben de Knegt                    | Camiel van den Bergh               |
| 13-01-2002 | Zeddam              | Gerben de Knegt                                                  | Richard Groenendaal                | Wim de Vos                         |
| 14-01-2001 | Pijnacker           | Richard Groenendaal                                              | Wim de Vos                         | Gerben de Knegt                    |
| 09-01-2000 | Gieten              | Richard Groenendaal                                              | Adrie van der Poel                 | Wim de Vos                         |
| 10-01-1999 | Heerlen             | Adrie van der Poel                                               | Wim de Vos                         | Maarten Nijland                    |
| 11-01-1998 | Woerden             | Richard Groenendaal                                              | Adrie van der Poel                 | Wim de Vos                         |
| 12-01-1997 | Zeddam              | Wim de Vos                                                       | Richard Groenendaal                | Adrie van der Poel                 |
| 14-01-1996 | Zwolle              | Richard Groenendaal                                              | Wim de Vos                         | Adrie van der Poel                 |
| 08-01-1995 | Soestduinen         | Adrie van der Poel                                               | Richard Groenendaal                | Erik Boezewinkel                   |
| 09-01-1994 | Sint-Michielsgestel | Richard Groenendaal                                              | Henk Baars                         | Edward Kuijper                     |
| 10-01-1993 | Hilvarenbeek        | Henk Baars                                                       | Edward Kuijper                     | Adrie van der Poel                 |
| 12-01-1992 | Valkenswaard        | Adrie van der Poel                                               | Huub Kools                         | Henk Baars                         |
| 13-01-1991 | Gieten              | Adrie van der Poel                                               | Henk Baars                         | Martin Hendriks                    |
| 14-01-1990 | Maarn               | Adrie van der Poel                                               | Rein Groenendaal                   | Frank van Bakel                    |
| 08-01-1989 | Sint-Michielsgestel | Adrie van der Poel                                               | Henk Baars                         | Rein Groenendaal                   |
| 10-01-1988 | Hulsberg            | Hennie Stamsnijder                                               | Adrie van der Poel                 | Henk Baars                         |
| 04-01-1987 | Oldenzaal           | Hennie Stamsnijder                                               | Huub Kools                         | Frank van Bakel                    |
| 05-01-1986 | Lochem              | Hennie Stamsnijder                                               | Henk Baars                         | Frank van Bakel                    |
| 27-01-1985 | Gieten              | Rein Groenendaal                                                 | Hennie Stamsnijder                 | Adrie van der Poel                 |
| 29-01-1984 | Oss                 | Hennie Stamsnijder                                               | Adrie van der Poel                 | Cees van de Wereld                 |
| 30-01-1983 | Hulsberg            | Hennie Stamsnijder                                               | Adrie van der Poel                 | Herman Snoeijink (1e amateur)      |
| 31-01-1982 | Den Haag            | Hennie Stamsnijder                                               | Herman Snoeijink (1e amateur)      | Cees van de Wereld                 |
| 31-01-1981 | Oss                 | Hennie Stamsnijder                                               | Rein Groenendaal                   | Willy Brouwers                     |
| 13-01-1980 | Berg en Dal         | Cees van de Wereld                                               | Rein Groenendaal                   | Hennie Stamsnijder                 |
| 14-01-1979 | Gieten              | Hennie Stamsnijder                                               | Rein Groenendaal                   | Bennie Meijer                      |
| 14-01-1979 | Gieten              | Cees van der Wereld werd 4e en was daarmee de beste professional |                                    |                                    |
| 09-01-1978 | Nieuwkoop           | Herman Snoeijink                                                 | Hennie Stamsnijder                 | Cees van der Wereld                |
| 09-01-1978 | Nieuwkoop           | Cees van der Wereld werd 3e en was daarmee de beste professional |                                    |                                    |
| 16-01-1977 | Apeldoorn           | Hennie Stamsnijder                                               | Willy Brouwers                     | Cees van der Wereld                |
| 16-01-1977 | Apeldoorn           | Gertie Wildeboer werd 5e en was daarmee de beste professional    |                                    |                                    |
| 11-01-1976 | Cadier en Keer      | Willy Brouwers                                                   | Gerrit Scheffer                    | Hennie Stamsnijder                 |
| 11-01-1976 | Cadier en Keer      | Gerrit Scheffer werd 2e en was daarmee de beste professional     |                                    |                                    |
| 12-01-1975 | Helvoirt            | Gertie Wildeboer                                                 | Gerrit Scheffer                    | Willy Brouwers                     |
| 12-01-1975 | Helvoirt            | Hennie Kuiper werd 12e en was daarmee de beste professional      |                                    |                                    |
| 03-02-1974 | Valkenswaard        | Gerrit Scheffer                                                  | Sjaak Spetgens                     | Willy Brouwers                     |
| 03-02-1974 | Valkenswaard        | Hennie Kuiper werd 6e en was daarmee de beste professional       |                                    |                                    |
| 04-02-1973 | Tilburg             | Cock van der Hulst                                               | Gerrit Scheffer                    | Cees Zoontjens                     |
| 30-01-1972 | Sittard             | Cees Zoontjens                                                   | Cock van der Hulst                 | Gerrit Scheffer                    |
| 31-01-1971 | Apeldoorn           | Gertie Wildeboer                                                 | Jan Spetgens                       | Huub Harings                       |
| 18-01-1970 | Loosduinen          | Huub Harings                                                     | Cock van der Hulst                 | Gertie Wildeboer                   |
| 09-02-1969 | Sibbe               | Huub Harings                                                     | Cor Rutgers                        | Cock van der Hulst                 |
| 11-02-1968 | Wassenaar           | Cock van der Hulst                                               | Huub Harings                       | Cor Rutgers                        |
| 29-01-1967 | Sibbe               | Huub Harings                                                     | Jan Heesbeen                       | Chris Looyen                       |
| 20-02-1966 | Markelo             | Huub Harings                                                     | Jan van Geest                      | Cor Rutgers                        |
| 31-01-1965 | Soestduinen         | Cor Rutgers                                                      | Cock van der Hulst                 | Jan van Dijk                       |
| 01-02-1964 | Rotterdam           | Cor Rutgers                                                      | Huub Harings                       | Cock van der Hulst                 |
| 26-01-1963 | Elsloo              | Huub Harings                                                     | Cor Rutgers                        | Jan van Geest                      |

### Vrouwen elite
| Datum      | Plaats              | Kampioen                           | · Tweede                           | · Derde                            |
| ---------- | ------------------- | ---------------------------------- | ---------------------------------- | ---------------------------------- |
| 12-01-2025 | Oisterwijk          | Puck Pieterse                      | Ceylin del Carmen Alvarado         | Denise Betsema                     |
| 14-01-2024 | Hoogeveen           | Lucinda Brand                      | Puck Pieterse                      | Annemarie Worst                    |
| 15-01-2023 | Zaltbommel          | Puck Pieterse                      | Ceylin del Carmen Alvarado         | Fem van Empel                      |
| 09-01-2022 | Rucphen             | Marianne Vos                       | Lucinda Brand                      | Ceylin del Carmen Alvarado         |
| 09-01-2021 | Zaltbommel          | Afgelast vanwege de coronapandemie | Afgelast vanwege de coronapandemie | Afgelast vanwege de coronapandemie |
| 12-01-2020 | Rucphen             | Ceylin del Carmen Alvarado         | Annemarie Worst                    | Lucinda Brand                      |
| 13-01-2019 | Huijbergen          | Lucinda Brand                      | Marianne Vos                       | Maud Kaptheijns                    |
| 14-01-2018 | Surhuisterveen      | Lucinda Brand                      | Maud Kaptheijns                    | Annemarie Worst                    |
| 08-01-2017 | Sint-Michielsgestel | Marianne Vos                       | Lucinda Brand                      | Sophie de Boer                     |
| 10-01-2016 | Hellendoorn         | Thalita de Jong                    | Sabrina Stultiens                  | Maud Kaptheijns                    |
| 11-01-2015 | Veldhoven           | Marianne Vos                       | Sophie de Boer                     | Sabrina Stultiens                  |
| 12-01-2014 | Gieten              | Marianne Vos                       | Sophie de Boer                     | Sabrina Stultiens                  |
| 13-01-2013 | Hilvarenbeek        | Marianne Vos                       | Sanne van Paassen                  | Sabrina Stultiens                  |
| 08-01-2012 | Huijbergen          | Marianne Vos                       | Daphny van den Brand               | Sophie de Boer                     |
| 09-01-2011 | Sint-Michielsgestel | Marianne Vos                       | Daphny van den Brand               | Sanne van Paassen                  |
| 09-01-2010 | Heerlen             | Daphny van den Brand               | Marianne Vos                       | Sanne van Paassen                  |
| 10-01-2009 | Huijbergen          | Daphny van den Brand               | Mirjam van Poppel-Melchers         | Saskia Elemans                     |
| 05-01-2008 | Sint-Michielsgestel | Mirjam van Poppel-Melchers         | Daphny van den Brand               | Saskia Elemans                     |
| 06-01-2007 | Woerden             | Daphny van den Brand               | Marianne Vos                       | Reza Hormes-Ravenstijn             |
| 07-01-2006 | Huijbergen          | Daphny van den Brand               | Marianne Vos                       | Reza Hormes-Ravenstijn             |
| 08-01-2005 | Zeddam              | Daphny van den Brand               | Marianne Vos                       | Mirjam van Poppel-Melchers         |
| 10-01-2004 | Heerlen             | Mirjam Melchers                    | Daphny van den Brand               | Elsbeth van Rooy-Vink              |
| 11-01-2003 | Huijbergen          | Daphny van den Brand               | Corine Dorland                     | Marianne Vos                       |
| 12-01-2002 | Zeddam              | Daphny van den Brand               | Corine Dorland                     | Debby Mansveld                     |
| 13-01-2001 | Pijnacker           | Daphny van den Brand               | Corine Dorland                     | Debby Mansveld                     |
| 08-01-2000 | Gieten              | Daphny van den Brand               | Corine Dorland                     | Daniëlle Jansen                    |
| 09-01-1999 | Heerlen             | Daphny van den Brand               | Inge Velthuis                      | Daniëlle Jansen                    |
| 10-01-1998 | Woerden             | Daphny van den Brand               | Reza Hormes-Ravenstijn             | Inge Velthuis                      |
| 11-01-1997 | Zeddam              | Inge Velthuis                      | Reza Hormes-Ravenstijn             | Natascha den Ouden                 |
| 13-01-1996 | Zwolle              | Loes van Wersch                    | Natascha den Ouden                 | Reza Hormes-Ravenstijn             |
| 07-01-1995 | Soestduinen         | Reza Hormes-Ravenstijn             | Loes van Wersch                    | Nicolle Leijten                    |
| 08-01-1994 | Sint-Michielsgestel | Natascha den Ouden                 | Jet Jongeling                      | Daphny van den Brand               |
| 09-01-1993 | Tilburg             | Nicolle Leijten                    | Loes van Wersch                    | Suzan van Bussel                   |
| 11-01-1992 | Valkenswaard        | Natascha den Ouden                 | Elsbeth Vink                       | Nicolle Leijten                    |
| 12-01-1991 | Gieten              | Nicolle Leijten                    | Natascha den Ouden                 | Renate Heijboer                    |
| 13-01-1990 | Maarn               | Natascha den Ouden                 | Nicolle Leijten                    | Trudy van de Elzen                 |
| 07-01-1989 | Sint-Michielsgestel | Natascha den Ouden                 | Anita Hakkert                      | Anita Mulder                       |
| 09-01-1988 | Hulsberg            | Anita Hakkert                      | Natascha den Ouden                 | Renate Heijboer                    |
| 03-01-1987 | Oldenzaal           | Henneke Lieverse                   | Agnes Loohuis-Damveld              | Anita Hakkert                      |

### Mannen beloften
| Datum      | Plaats              | Kampioen                           | · Tweede                           | · Derde                            |
| ---------- | ------------------- | ---------------------------------- | ---------------------------------- | ---------------------------------- |
| 12-01-2025 | Oisterwijk          | Tibor del Grosso                   | Guus van den Eijnden               | Keije Solen                        |
| 14-01-2024 | Hoogeveen           | Tibor del Grosso                   | Bailey Groenendaal                 | Danny van Lierop                   |
| 15-01-2023 | Zaltbommel          | Tibor del Grosso                   | Luke Verburg                       | Danny van Lierop                   |
| 09-01-2022 | Rucphen             | Mees Hendrikx                      | Ryan Kamp                          | Pim Ronhaar                        |
| 09-01-2021 | Zaltbommel          | Afgelast vanwege de coronapandemie | Afgelast vanwege de coronapandemie | Afgelast vanwege de coronapandemie |
| 12-01-2020 | Rucphen             | Ryan Kamp                          | Mees Hendrikx                      | Pim Ronhaar                        |
| 13-01-2019 | Huijbergen          | Ryan Kamp                          | Roel van der Steegen               | Kyle Agterberg                     |
| 14-01-2018 | Surhuisterveen      | Joris Nieuwenhuis                  | Kelvin Bax                         | Thymen Arensman                    |
| 08-01-2017 | Sint-Michielsgestel | Joris Nieuwenhuis                  | Maik van der Heijden               | Sieben Wouters                     |
| 10-01-2016 | Hellendoorn         | Sieben Wouters                     | Martijn Budding                    | Gosse van der Meer                 |
| 11-01-2015 | Veldhoven           | Stan Godrie                        | Joris Nieuwenhuis                  | Sieben Wouters                     |
| 12-01-2014 | Gieten              | Mathieu van der Poel               | David van der Poel                 | Mike Teunissen                     |
| 13-01-2013 | Hilvarenbeek        | David van der Poel                 | Corné van Kessel                   | Mike Teunissen                     |
| 08-01-2012 | Huijbergen          | Lars van der Haar                  | David van der Poel                 | Stan Godrie                        |
| 09-01-2011 | Sint-Michielsgestel | Lars van der Haar                  | David van der Poel                 | Stan Godrie                        |
| 09-01-2010 | Heerlen             | Corné van Kessel                   | Ramon Sinkeldam                    | Mitchell Huenders                  |
| 10-01-2009 | Huijbergen          | Boy van Poppel                     | Micki van Empel                    | Ramon Sinkeldam                    |
| 05-01-2008 | Sint-Michielsgestel | Boy van Poppel                     | Thijs van Amerongen                | Mitchell Huenders                  |
| 06-01-2007 | Woerden             | Thijs van Amerongen                | Ricardo van der Velde              | Boy van Poppel                     |
| 07-01-2006 | Huijbergen          | Lars Boom                          | Sebastian Langeveld                | Eddy van IJzendoorn                |
| 08-01-2005 | Zeddam              | Lars Boom                          | Eddy van IJzendoorn                | Sebastian Langeveld                |
| 10-01-2004 | Heerlen             | Lars Boom                          | Koen de Kort                       | Eddy van IJzendoorn                |
| 11-01-2003 | Huijbergen          | Thijs Verhagen                     | Theo Eltink                        | Pieter Weening                     |
| 12-01-2002 | Zeddam              | Thijs Verhagen                     | Koen de Kort                       | Joost Posthuma                     |
| 13-01-2001 | Pijnacker           | Wilant van Gils                    | Thijs Verhagen                     | Wouter Bunning                     |
| 08-01-2000 | Gieten              | Wilant van Gils                    | Freek de Jong                      | Thijs Volker                       |
| 09-01-1999 | Heerlen             | Camiel van den Bergh               | Bram Schmitz                       | Wilant van Gils                    |
| 10-01-1998 | Woerden             | Maarten Nijland                    | Bram Schmitz                       | Raymond Lubberman                  |
| 11-01-1997 | Zeddam              | Gretienus Gommers                  | Richard Coehorst                   | Maarten Nijland                    |
| 13-01-1996 | Zwolle              | Richard Coehorst                   | Maarten Nijland                    | Johan Bruinsma                     |
| 07-01-1995 | Soestduinen         | Bram de Groot                      | Gretienus Gommers                  | Maikel den Ouden                   |
| 08-01-1994 | Sint-Michielsgestel | Gretienus Gommers                  | Gerben den Broek                   | Marco Lubberman                    |

### Vrouwen beloften
| Datum      | Plaats              | Kampioen                           | · Tweede                           | · Derde                            |
| ---------- | ------------------- | ---------------------------------- | ---------------------------------- | ---------------------------------- |
| 12-01-2025 | Oisterwijk          | Leonie Bentveld                    | Lauren Molengraaf                  | Puck Langenbarg                    |
| 14-01-2024 | Hoogeveen           | Leonie Bentveld                    | Lauren Molengraaf                  | Mirre Knaven                       |
| 15-01-2023 | Zaltbommel          | Leonie Bentveld                    | Iris Offerein                      | Larissa Hartog                     |
| 09-01-2022 | Rucphen             | Fem van Empel                      | Shirin van Anrooij                 | Puck Pieterse                      |
| 09-01-2021 | Zaltbommel          | Afgelast vanwege de coronapandemie | Afgelast vanwege de coronapandemie | Afgelast vanwege de coronapandemie |
| 12-01-2020 | Rucphen             | Inge van der Heijden               | Manon Bakker                       | Aniek van Alphen                   |
| 13-01-2019 | Huijbergen          | Ceylin del Carmen Alvarado         | Fleur Nagengast                    | Inge van der Heijden               |
| 14-01-2018 | Surhuisterveen      | Inge van der Heijden               | Fleur Nagengast                    | Yara Kastelijn                     |
| 08-01-2017 | Sint-Michielsgestel | Manon Bakker                       | Inge van der Heijden               | Annemarie Worst                    |
| 10-01-2016 | Hellendoorn         | Fleur Nagengast                    | Ceylin del Carmen Alvarado         | Inge van der Heijden               |

### Jongens junioren
| Datum      | Plaats              | Kampioen                           | · Tweede                           | · Derde                            |
| ---------- | ------------------- | ---------------------------------- | ---------------------------------- | ---------------------------------- |
| 12-01-2025 | Oisterwijk          | Michiel Mouris                     | Noël Goijert                       | Cas Timmermans                     |
| 14-01-2024 | Hoogeveen           | Senna Remijn                       | Keije Solen                        | Michiel Mouris                     |
| 15-01-2023 | Zaltbommel          | Keije Solen                        | Senna Remijn                       | Floris Haverdings                  |
| 05-02-2022 | Hoogeveen           | David Haverdings                   | Guus van den Eijnden               | Jelte Jochems                      |
| 09-01-2021 | Zaltbommel          | Afgelast vanwege de coronapandemie | Afgelast vanwege de coronapandemie | Afgelast vanwege de coronapandemie |
| 12-01-2020 | Rucphen             | Tibor del Grosso                   | Lucas Janssen                      | Danny van Lierop                   |
| 13-01-2019 | Huijbergen          | Pim Ronhaar                        | Lars Boven                         | Salvador Alvarado                  |
| 14-01-2018 | Surhuisterveen      | Ryan Kamp                          | Mees Hendrikx                      | Luke Verburg                       |
| 08-01-2017 | Sint-Michielsgestel | Thymen Arensman                    | Ryan Kamp                          | Luca Vreeswijk                     |
| 10-01-2016 | Hellendoorn         | Jens Dekker                        | Marino Noordam                     | Mitch Groot                        |
| 11-01-2015 | Veldhoven           | Max Gulickx                        | Roel van der Stegen                | Jens Dekker                        |
| 12-01-2014 | Gieten              | Joris Nieuwenhuis                  | Max Gulickx                        | Sieben Wouters                     |
| 13-01-2013 | Hilvarenbeek        | Mathieu van der Poel               | Martijn Budding                    | Joris Nieuwenhuis                  |
| 08-01-2012 | Huijbergen          | Mathieu van der Poel               | Tim Ariesen                        | Koen Weijers                       |
| 09-01-2011 | Sint-Michielsgestel | Danny van Poppel                   | Stan Godrie                        | Douwe Verberne                     |
| 10-01-2010 | Heerlen             | David van der Poel                 | Michiel van der Heijden            | Mike Teunissen                     |
| 11-01-2009 | Huijbergen          | Lars van der Haar                  | Tijmen Eising                      | David van der Poel                 |
| 06-01-2008 | Sint-Michielsgestel | Tijmen Eising                      | Kevin Smit                         | Lars van der Haar                  |
| 07-01-2007 | Woerden             | Ramon Sinkeldam                    | Jordy Beuker                       | Twan van den Brand                 |
| 08-01-2006 | Huijbergen          | Boy van Poppel                     | Mitchell Huenders                  | Johim Ariesen                      |
| 09-01-2005 | Zeddam              | Boy van Poppel                     | Rik van IJzendoorn                 | Ricardo van der Velde              |
| 11-01-2004 | Heerlen             | Thijs van Amerongen                | Rikke Dijkxhoorn                   | Ricardo van der Velde              |
| 12-01-2003 | Huijbergen          | Lars Boom                          | Sebastian Langeveld                | Eddy van IJzendoorn                |
| 13-01-2002 | Zeddam              | Lars Boom                          | Sebastian Langeveld                | Guus Magielse                      |
| 14-01-2001 | Pijnacker           | Kor Steenbergen                    | Marco Wesseling                    | Steven Peters                      |
| 09-01-2000 | Gieten              | Johan de Bont                      | Gerben de Vries                    | Kenny van Hummel                   |
| 10-01-1999 | Heerlen             | Thijs Verhagen                     | Erik Verrijt                       | Robert van Spanje                  |
| 11-01-1998 | Woerden             | Thijs Verhagen                     | Freek de Jong                      | Mathieu van den Brand              |
| 12-01-1997 | Zeddam              | Roel Egelmeers                     | Wilant van Gils                    | Ronald Mutsaars                    |
| 14-01-1996 | Zwolle              | Roel Egelmeers                     | Camiel van den Bergh               | Ronald Mutsaars                    |
| 08-01-1995 | Soestduinen         | Boris Berkhout                     | Remco de Bruyn                     | Julien Smink                       |
| 09-01-1994 | Sint-Michielsgestel | Maarten Nijland                    | Felix Kools                        | Raymond Lubberman                  |
| 10-01-1993 | Tilburg             | Johan Bruinsma                     | Gretenius Gommers                  | Richard Coehorst                   |
| 12-01-1992 | Valkenswaard        | Willem-Jan van den Broek           | Willem Wolting                     | Gretenius Gommers                  |
| 13-01-1991 | Gieten              | Jean-Pierre Leijten                | Marcel Vrogten                     | Marco Engels                       |
| 14-01-1990 | Maarn               | Niels van der Steen                | Erik Boezewinkel                   | Bart Boom                          |
| 08-01-1989 | Sint-Michielsgestel | Richard Groenendaal                | Marcel Luppes                      | Niels van der Steen                |
| 10-01-1988 | Hulsberg            | Richard Groenendaal                | Willy Lotgerink                    | Bennie Gosink                      |
| 04-01-1987 | Oldenzaal           | Wim de Vos                         | Erwin Stofmeel                     | Arno van Boeyen                    |
| 05-01-1986 | Lochem              | Wim de Vos                         | Arno van Boeyen                    | Rudy Nagengast                     |
| 27-01-1985 | Gieten              | Wim de Vos                         | Marcel Gerritsen                   | Jan Weevers                        |
| 29-01-1984 | Oss                 | Johan Reumer                       | Rene Vos                           | Peter Voshol                       |
| 30-01-1983 | Hulsberg            | Erwin Nijboer                      | Hans Nieuwenhuis                   | Noël van der Ley                   |
| 31-01-1982 | Den Haag            | Erwin Nijboer                      | Noël van der Ley                   | Rini Pley                          |
| 31-01-1981 | Oss                 | Hans van Staten                    | Ronald Rol                         | Frans Timmermans                   |
| 13-01-1980 | Berg en Dal         | Ronald Rol                         | John Arends                        | Nico Verhoeven                     |
| 14-01-1979 | Gieten              | Jan Harings                        | Peter Meerburg                     | Willy van der Heijden              |
| 09-01-1978 | Nieuwkoop           | Berry Zoontjes                     | Reinier Hoogkamer                  | Jan Harings                        |
| 16-01-1977 | Apeldoorn           | Jos Lammertink                     | Berry Zoontjes                     | Peter Damen                        |
| 11-01-1976 | Cadier en Keer      | Jos Lammertink                     | Jos van Gerwen                     | Peter Winnen                       |
| 12-01-1975 | Helvoirt            | Guus Bierings                      | Henk Jacobs                        | Rini van Dijk                      |
| 03-02-1974 | Valkenswaard        | Guus Bierings                      | Gerard Looijenstein                | Cees van der Wereld                |
| 04-02-1973 | Tilburg             | Cees van der Wereld                | Hennie Stamsnijder                 | Johan van der Vossen               |
| 30-01-1972 | Sittard             | Jan Feiken                         | Jaap Spijker                       | Jos Verkerk                        |
| 31-01-1971 | Apeldoorn           | Jaap van de Beek                   | Johan Verkerk                      | Hennie Stamsnijder                 |
| 18-01-1970 | Loosduinen          | Rob Aversteeg                      | Wim Albersen                       | Gerben Broeren                     |
| 09-02-1969 | Sibbe               | Gezinus Hoven                      | Charles Spetgens                   | Tjeerd Udding                      |
| 11-02-1968 | Wassenaar           | Gezinus Hoven                      | Henk de Vos                        | J. Smit                            |
| 29-01-1967 | Sibbe               | Hennie van Velzen                  | Arnold Voogt                       | Albert Scheffer                    |
| 20-02-1966 | Markelo             | Theo Meijer                        | Piet van der Kruijs                | Gertie Wildeboer                   |
| 31-01-1965 | Soestduinen         | Joop Zoetemelk                     | Henk Buis                          | W. Zijlmans                        |
| 01-02-1964 | Rotterdam           | Marinus van Venrooy                | Ton van der Valk                   | D. Schmidt                         |
| 26-01-1963 | Elsloo              | Leo van den Bergh                  | John Schepers                      | Henk Huisveld                      |

### Meisjes junioren
| Datum      | Plaats              | Kampioen                           | · Tweede                           | · Derde                            |
| ---------- | ------------------- | ---------------------------------- | ---------------------------------- | ---------------------------------- |
| 12-01-2025 | Oisterwijk          | Noï Moes                           | Mae Cabaca                         | Elena van der Veken                |
| 14-01-2024 | Hoogeveen           | Puck Langenbarg                    | Mae Cabaca                         | Noï Moes                           |
| 15-01-2023 | Zaltbommel          | Lauren Molengraaf                  | Sara Sonnemans                     | Roxanne Takken                     |
| 05-02-2022 | Hoogeveen           | Leonie Bentveld                    | Lauren Molengraaf                  | Pem Hoefmans                       |
| 09-01-2021 | Zaltbommel          | Afgelast vanwege de coronapandemie | Afgelast vanwege de coronapandemie | Afgelast vanwege de coronapandemie |
| 12-01-2020 | Rucphen             | Shirin van Anrooij                 | Puck Pieterse                      | Fem van Empel                      |
| 13-01-2019 | Huijbergen          | Puck Pieterse                      | Shirin van Anrooij                 | Sofie van Rooijen                  |
| 14-01-2018 | Surhuisterveen      | Femke Gerritse                     | Sylvie Swinkels                    | Laura van der Zwaan                |
| 08-01-2017 | Sint-Michielsgestel | Manon Bakker                       | Inge van der Heijden               | Susanne Meistrok                   |
| 10-01-2016 | Hellendoorn         | Fleur Nagengast                    | Ceylin del Carmen Alvarado         | Inge van der Heijden               |
| 11-01-2015 | Veldhoven           | Fleur Nagengast                    | Floor Weerink                      | Karlijn Swinkels                   |
| 12-01-2014 | Gieten              | Yara Kastelijn                     | Lotte Eikelenboom                  | Esmee Oosterman                    |
| 13-01-2013 | Hilvarenbeek        | Evy Kuijpers                       | Lotte Eikelenboom                  | Esmee Oosterman                    |
| 07-01-2012 | Huijbergen          | Annefleur Kalvenhaar               | Evy Kuijpers                       | Mascha Mulder                      |
| 09-01-2011 | Sint-Michielsgestel | Sabrina Stultiens                  | Annefleur Kalvenhaar               | Helena van Leijen                  |
| 09-01-2010 | Heerlen             | Iris Ockeloen                      | Lana Verberne                      | Sabrina Stultiens                  |
| 10-01-2009 | Huijbergen          | Tessa van Nieuwpoort               | Lana Verberne                      | Francis Keizer                     |
| 05-01-2008 | Sint-Michielsgestel | Tessa van Nieuwpoort               | Francis Keizer                     | Sophie de Boer                     |
| 06-01-2007 | Woerden             | Britt Jochems                      | Cindy Clevers                      | Anne Eversdijk                     |
| 07-01-2006 | Huijbergen          | Linda van Reijen                   | Britt Jochems                      | Sanne van Paassen                  |

### Jongens nieuwelingen
| Datum      | Plaats              | Kampioen                           | · Tweede                           | · Derde                            |
| ---------- | ------------------- | ---------------------------------- | ---------------------------------- | ---------------------------------- |
| 13-01-2024 | Hoogeveen           | Cas Timmermans 2ej                 | Willem Jan Belt                    | Mads Pé Teunissen van Manen        |
| 13-01-2024 | Hoogeveen           | Delano Heeren 1ej                  | Loek Hovers                        | Jostein Smit                       |
| 14-01-2023 | Zaltbommel          | Michiel Mouris 2ej                 | Rinus Mijnten 2ej                  | Rick Versloot 2ej                  |
| 14-01-2023 | Zaltbommel          | Mads Pé Teunissen van Maanen       | Finn Bastiaanssen 1ej              | Willem Jan Belt 1ej                |
| 08-01-2022 | Rucphen             | Afgelast vanwege de coronapandemie | Afgelast vanwege de coronapandemie | Afgelast vanwege de coronapandemie |
| 09-01-2021 | Zaltbommel          | Afgelast vanwege de coronapandemie | Afgelast vanwege de coronapandemie | Afgelast vanwege de coronapandemie |
| 12-01-2020 | Rucphen             | David Haverdings                   | Jelte Jochems                      | Menno Huising                      |
| 13-01-2019 | Huijbergen          | Joost Brinkman                     | Lucas Janssen                      | Bailey Groenendaal                 |
| 14-01-2018 | Surhuisterveen      | Salvador Alvarado                  | Hugo Kars                          | Bailey Groenendaal                 |
| 08-01-2017 | Sint-Michielsgestel | Luke Verburg                       | Bodi del Grosso                    | Pim Ronhaar                        |
| 10-01-2016 | Hellendoorn         | Ryan Kamp                          | Mees Hendrikx                      | Bart Hazekamp                      |
| 11-01-2015 | Veldhoven           | Thymen Arensman                    | Luca Vreeswijk                     | Wim Wittenberg                     |
| 12-01-2014 | Gieten              | Thijs Wolsink                      | Mitch Groot                        | Jens Dekker                        |
| 13-01-2013 | Hilvarenbeek        | Pascal Eenkhoorn                   | Max Gulickx                        | Mitch Groot                        |

### Meisjes nieuwelingen
| Datum      | Plaats              | Kampioen                           | · Tweede                           | · Derde                            |
| ---------- | ------------------- | ---------------------------------- | ---------------------------------- | ---------------------------------- |
| 13-01-2024 | Hoogeveen           | Nynke Jochems                      | Elena van der Veken                | Zoë Brakke                         |
| 14-01-2023 | Zaltbommel          | Mae Cabaca                         | Elena van der Veken                | Noï Moes                           |
| 08-01-2022 | Rucphen             | Afgelast vanwege de coronapandemie | Afgelast vanwege de coronapandemie | Afgelast vanwege de coronapandemie |
| 09-01-2021 | Zaltbommel          | Afgelast vanwege de coronapandemie | Afgelast vanwege de coronapandemie | Afgelast vanwege de coronapandemie |
| 12-01-2020 | Rucphen             | Leonie Bentveld                    | Mirre Knaven                       | Lauren Molengraaf                  |
| 13-01-2019 | Huijbergen          | Leonie Bentveld                    | Mirre Knaven                       | Senne Knaven                       |
| 14-01-2018 | Surhuisterveen      | Shirin van Anrooij                 | Puck Pieterse                      | Senne Knaven                       |
| 08-01-2017 | Sint-Michielsgestel | Fleur van der Peet                 | Puck Pieterse                      | Shirin van Anrooij                 |
| 10-01-2016 | Hellendoorn         | Eva Bijwaard                       | Laura van der Zwaan                | Rozemarijn Ammerlaan               |
| 11-01-2015 | Veldhoven           | Manon Bakker                       | Julia Boschker                     | Gaby Gieskens                      |
| 12-01-2014 | Gieten              | Manon Bakker                       | Inge van der Heijden               | Ceylin del Carmen Alvarado         |
| 13-01-2013 | Hilvarenbeek        | Yara Kastelijn                     | Jamie Bierens                      | Fleur Nagengast                    |

1963 · 
1964 · 
1965 · 
1966 · 
1967 · 
1968 · 
1969 · 
1970 · 
1971 · 
1972 · 
1973 · 
1974 · 
1975 · 
1976 · 
1977 · 
1978 · 
1979 · 
1980 · 
1981 · 
1982 · 
1983 · 
1984 · 
1985 · 
1986 · 
1987 · 
1988 · 
1989 · 
1990 · 
1991 · 
1992 · 
1993 · 
1994 · 
1995 · 
1996 · 
1997 · 
1998 · 
1999 · 
2000 · 
2001 · 
2002 · 
2003 · 
2004 · 
2005 · 
2006 · 
2007 · 
2008 · 
2009 · 
2010 ·
2011 ·
2012 ·
2013 ·
2014 ·
2015 ·
2016 ·
2017 ·
2018 ·
2019 ·
2020 ·
2021 ·
2022 ·
2023 · 2024 · 2025
Kampioenschappen:  Wereldkampioenschappen ·
 Europese kampioenschappen ·
 Pan-Amerikaanse kampioenschappen
 België ·
 Canada ·
 Denemarken ·
 Duitsland ·
 Finland ·
 Frankrijk ·
 Hongarije ·
 Ierland ·
 Italië ·
 Japan ·
 Kroatië ·
 Luxemburg ·
 Nederland ·
 Nieuw-Zeeland ·
 Noorwegen ·
 Oostenrijk ·
 Polen ·
 Servië ·
 Slowakije ·
 Spanje ·
 Tsjechië ·
 Verenigd Koninkrijk ·
 Verenigde Staten ·
 Zweden ·
 Zwitserland
Klassementen:  Wereldbeker ·
 Superprestige ·
 X²O Badkamers Trofee ·
 HSF System Cup ·
 USCX Series ·
 Coupe de France ·
 National Trophy Series ·
 Giro d'Italia Ciclocross ·
 Copa de España ·
 New England Series ·
 Swiss Cyclocross Cup
Overig:  Exact Cross
Voormalig:  EKZ CrossTour ·  Rectavit Series ·  US Cup